# Automotrice Fiat M4
L'automotrice Fiat M4 è un'automotrice Diesel a carrelli in dotazione alle Ferrovie della Calabria e alle Ferrovie Appulo Lucane, costruita in quattro serie derivate dalle ALn 663 FS, di cui una adatta all'impiego su linee a cremagliera e una a composizione bloccata.

## La storia
Alla fine degli anni ottanta le ferrovie a scartamento ridotto del Sud Italia, di cui era prevista la scissione da Ferrovie Calabro Lucane in Ferrovie della Calabria (FC) e Ferrovie Appulo-Lucane (FAL), iniziarono a necessitare di un rotabile che andasse a sostituire, o almeno ad affiancare, le ormai antiquate automotrici M2 di fabbricazione Breda. A essere coinvolta fu la Fiat Ferroviaria che decise di avviare il progetto M4, derivato concettualmente dalla diffusa ALn 668, affidandolo agli stabilimenti della Ferrosud di Matera.
Per la cassa di tali veicoli si utilizzarono le medesime soluzioni tecniche previste per le allora costruende 15 rimorchiate in costruzione da parte della stessa Ferrosud per le FCL, classificate RA 4001-4015. La consegna di tali veicoli avvenne nell'aprile del 1983; per allora era stata formalizzata l'ordinazione di 4 automotrici M4, con un'opzione per altre 2, ed era in esame la possibilità di un'ulteriore ordinativo di 4 unità idonee all'esercizio sulla tratta a cremagliera Catanzaro-Catanzaro Lido.
Nel 1986 fu stipulato con la Ferrosud un contratto per la fornitura di 4 automotrici (con opzione per altre 3) in aggiunta alle 6 nel frattempo in costruzione (in aggiunta alle 4 originarie era stata nel frattempo confermata l'opzione per le altre 2); a tale ordine si aggiungeva quello per 2 automotrici analoghe (più 4 in opzione) atte al servizio sulla cremagliera di Catanzaro.
La prima serie, numerata 300, fu consegnata nel 1987 e assegnata al deposito FCL di Bari, dove entrò in servizio nel novembre dello stesso anno per l'utilizzo accoppiato con le rimorchiate RA 4000; tale dislocamento fece sì che, dopo la scissione del parco FCL, queste entrassero a far parte del parco rotabili delle FAL.
Le M4 ebbero subito successo, raccogliendo ottimamente il testimone delle M2, che intanto sulle FC stavano passando al motore Man-Voith.
Per le FAL, nel 1993 fu realizzato a cura dell'officina Fiore di Caserta un prototipo binato ricostruendo le automotrici M2 137R e 144R, ricostruite nella cassa con una sola cabina, per essere permanentemente accoppiate in un complesso binato classificato AMS 801. Da tale prototipo scaturì l'ordinazione di 11 automotrici di nuova costruzione (poi portate a 12), anch'esse monocabina, che sarebbero state classificate presso le FAL come M4 351-362; il numero di esemplari fu determinato in funzione della possibilità di formare composizioni bloccate di 3 o 4 elementi utilizzando le rimorchiate già disponibili. Tali automotrici entrarono in servizio regolare a partire dal 1999.
Il binato 351+352 fu il primo a rivestire, nel 2009, la nuova livrea sociale FAL basata sul bianco, blu e verde, successivamente estesa agli altri rotabili del parco.
Per quanto riguarda le destinate alle Ferrovie della Calabria, le prime automotrici in consegna vennero classificate nel gruppo M4 350c (la "c" stava ad indicare la possibilità di esercizio su linee a cremagliera), necessarie per sostituire gli spintori che permettevano alle M2, automotrici ad aderenza naturale, di arrivare da Catanzaro Pratica alla stazione di Catanzaro Sala e viceversa, ovviando a continui problemi di affidabilità degli spintori e, allo stesso tempo, riducendo notevolmente i tempi di percorrenza allungati dalle operazioni di aggancio e sgancio degli stessi.
La prima unità (M4 351c) fu consegnata nel novembre 1991 ed assegnata al deposito di Cosenza dove entrò in servizio pochi mesi dopo seguita dalla gemella 352. Dopo il breve periodo a Cosenza, e le numerose corse sulla difficile linea per San Giovanni in Fiore, entrambe le automotrici vennero inviate a Catanzaro dove cominciarono a effettuare i primi servizi commerciali sulla linea a cremagliera tra Catanzaro Lido e Catanzaro Città. Tra la fine del 1996 e i primi mesi del 1997 giunsero in Calabria le unità 353-360 la cui classificazione mutò in "M4c".
Sempre nel 1997 iniziarono le consegne alle FC del nuovo gruppo costituito dalle automotrici ad aderenza naturale M4 401-408, in una livrea blu/azzurro con filetti gialli, ispirato alle carrozze tipo Z1 allora in consegna presso le FS, che le distingueva dalle gemelle M4c 351-360 in rosso/crema.
A partire dal 2004 le prime tre macchine del gruppo (351, 352, 353) delle FC furono attrezzate con impianti di climatizzazione, ovviando ai problemi di surriscaldamento dell'ambiente passeggeri che si erano evidenziati a causa delle velocità relativamente basse e delle lunghe soste cui i veicoli in servizio erano sottoposti.
A distanza di anni dalla loro costruzione si rileva uno stato di servizio ancora buono per queste automotrici, che sulle reti di entrambe le amministrazioni hanno registrato pochissimi guasti nonostante un servizio anche sulle impervie linee montane delle FC, ricche di curve, gallerie e tratti in forte pendenza. 

## Le serie - sintesi
Il progetto M4 è suddiviso in quattro serie:

### Serie 300

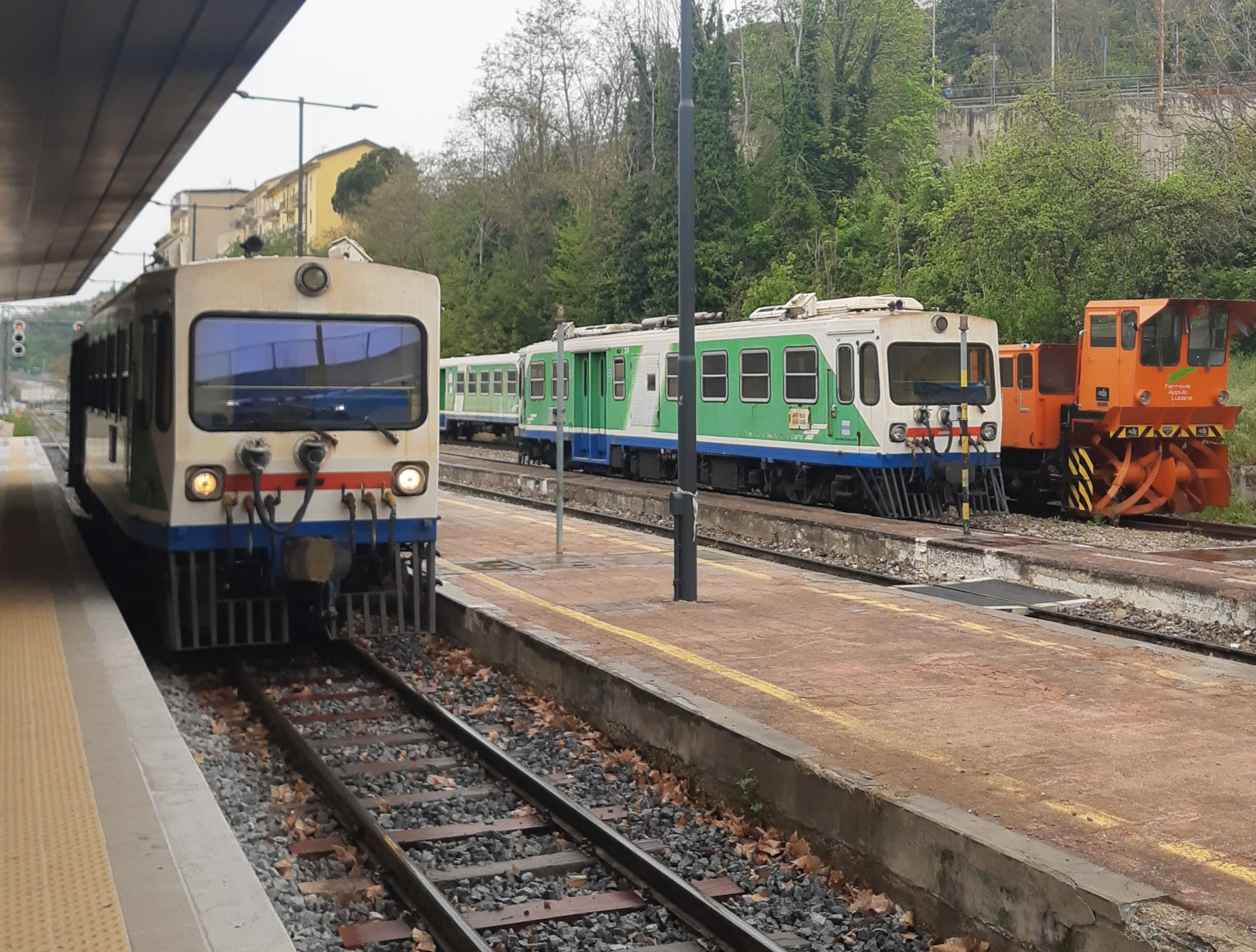
M4 305 e 314 in sosta a Potenza Inferiore Scalo

È il primo gruppo di automotrici M4, costruite esplicitamente per le linee baresi delle FCL, che poi di lì a breve sarebbero diventate FAL.
Le automotrici della serie 300 (tipo FIAT 7299) vennero costruite in un totale di 15 esemplari tra il 1986 ed il 1991, con numerazione progressiva da M4 301 a M4 315. Inizialmente tutte assegnate al deposito di Bari, questi rotabili svolgevano servizio in modo particolare sulla relazione Bari - Altamura - Matera a favore dei pendolari, presentandosi spesso anche in composizioni di oltre quattro pezzi tra automotrici e rimorchi. Nei primi anni 2000 presero servizio anche sulle relazioni Potenza - Avigliano Città e Potenza - Gravina. A partire dal 2009, assieme ad alcune rinorchiate RA 4000 ed al gruppo M4 350, le unità 301, 303, 305, 311, 314 (deposito di Potenza) e 306, 307, 308, 309, 310, 313 (deposito di Bari) furono oggetto di un revamping presso la BB-Bari, dove ricevettero la nuova livrea FAL bianco-verde-blu, nuovi sedili e nuovi impianti d'illuminazione dello scomparto passeggeri a faretti (quest'ultima modifica la ricevettero solo le unità di Potenza). Inoltre le M4 311 e 314 furono dotate di un particolare impianto di aria condizionata che usufruisce di un terzo motore indipendente, installato in un vano appositamente ricavato nello scomparto passeggeri (il medesimo impianto fu installato su tutte le M4 350). Le automotrici non revampizzate, con l'immissione in servizio dei primi convogli Stadler, furono dismesse e cedute a Ferrovie della Calabria nel 2015. Giunte a Cosenza via strada, le unità 302 (livrea originale) e 312 (livrea bianco-rosso-blu) furono immesse in servizio tra Catanzaro Città e Soveria Mannelli, mentre le unità 315 (livrea originale) e 304 (livrea bianco-rosso-blu) rimasero accantonate a Cosenza. Le unità assegnate a Bari, ad eccezione delle M4 308 e 313, sono state demolite tra il 2017 ed il 2021. Restano in servizio le M4 305, 311, 314 e la stessa 308. Le restanti sono accantonate.

### Serie 350

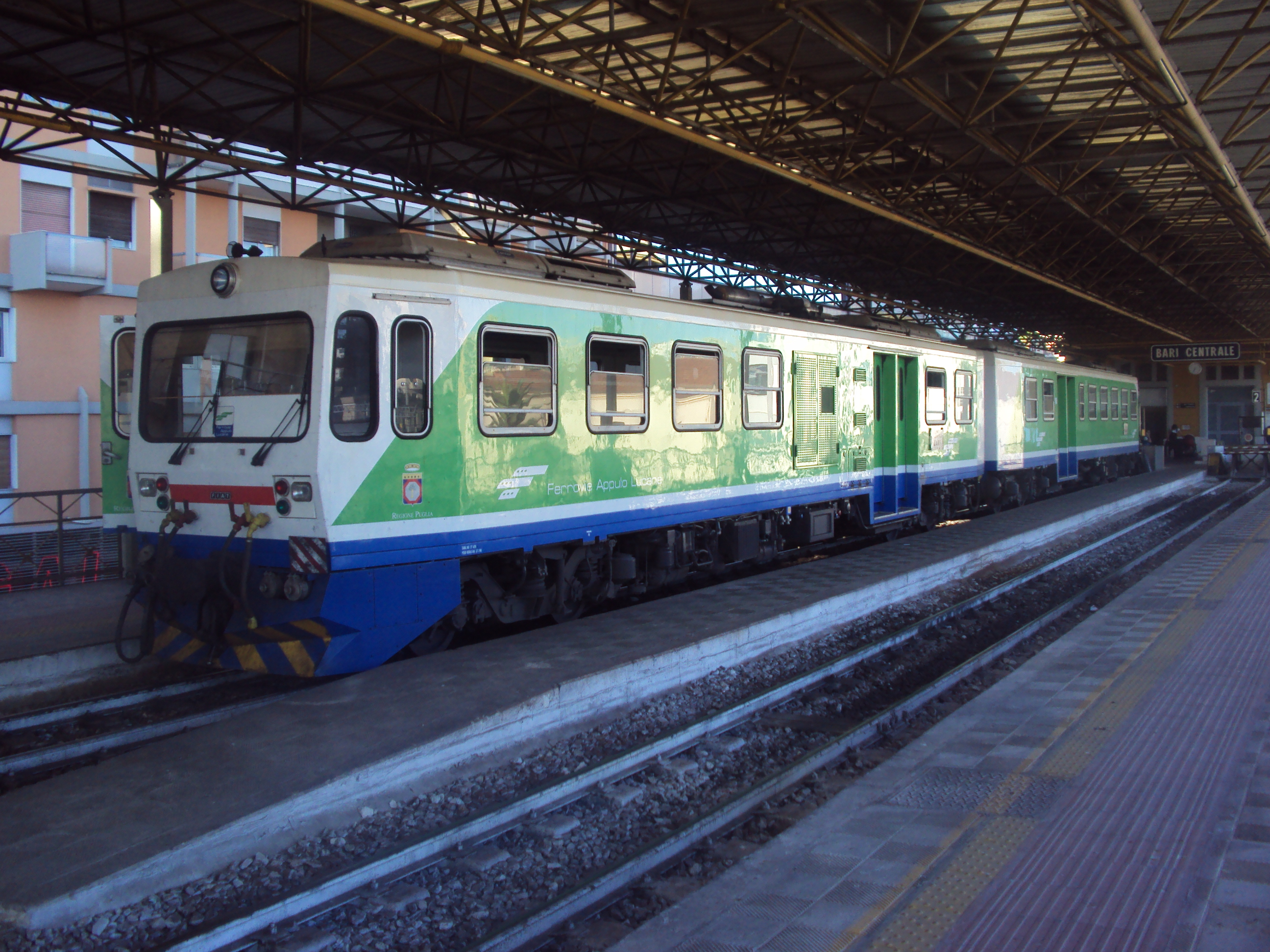
Complesso binato M4 350 a Bari Centrale

Il gruppo M4 350, prodotto esclusivamente per le FAL, costituisce cronologicamente l'ultima realizzazione della famiglia M4 e presenta un cambiamento sostanziale rispetto al gruppo M4 300 da cui deriva: le automotrici si differenziano infatti per la cassa monocabina con intercomunicante all'estremità opposta e per essere dotate di un solo motore Diesel, configurazione che prevede l'uso di due motrici in composizione bloccata accoppiate lato intercomunicante; la predisposizione per l'installazione di un secondo motore consente inoltre l'eventuale formazione di convogli bloccati di tre o quattro elementi con interposizione di rimorchiate intermedie.
Intercomunicante a parte, le M4 350 presentano poche differenze estetiche rispetto alle M4 300, come la forma rettangolare dei fanali con fanalino rosso di coda e la livrea, passata dal beige-rosso al bianco-blu-rosso suddiviso in senso orizzontale. Differiscono invece notevolmente nell'allestimento interno appositamente studiato per il traffico pendolare, molto intenso specialmente sulla Bari-Matera. Infatti sono presenti numerosi corrimano e pochi sedili, a vantaggio di più spazio nel corridoio, garantendo a queste automotrici l'alta capacità indispensabile nelle ore di punta.
Ciascuna unità di trazione del complesso binato M4 350 è in grado di muoversi autonomamente in caso di necessità, ma l'esercizio commerciale in composizione singola non è possibile per la mancanza della cabina di guida a una delle estremità.
A partire dal 2009, nell'ambito del processo di rinnovamento dal vetusto stato del parco mezzi, le M4 350 hanno ricevuto la nuova livrea FAL bianco-verde-blu, oltre a nuovi sedili foderati, aria condizionata e vetri esterni oscurati. Non è cambiato nulla, tuttavia, sia come meccanica che come disposizione degli interni.
La costruzione risale agli anni 2000 e 2001 e la numerazione adottata va da M4 351 a M4 362. Dal 2020, nessuna di queste automotrici svolge più servizio. Le vetture sono state tutte demolite nel 2023.

### Serie 350c

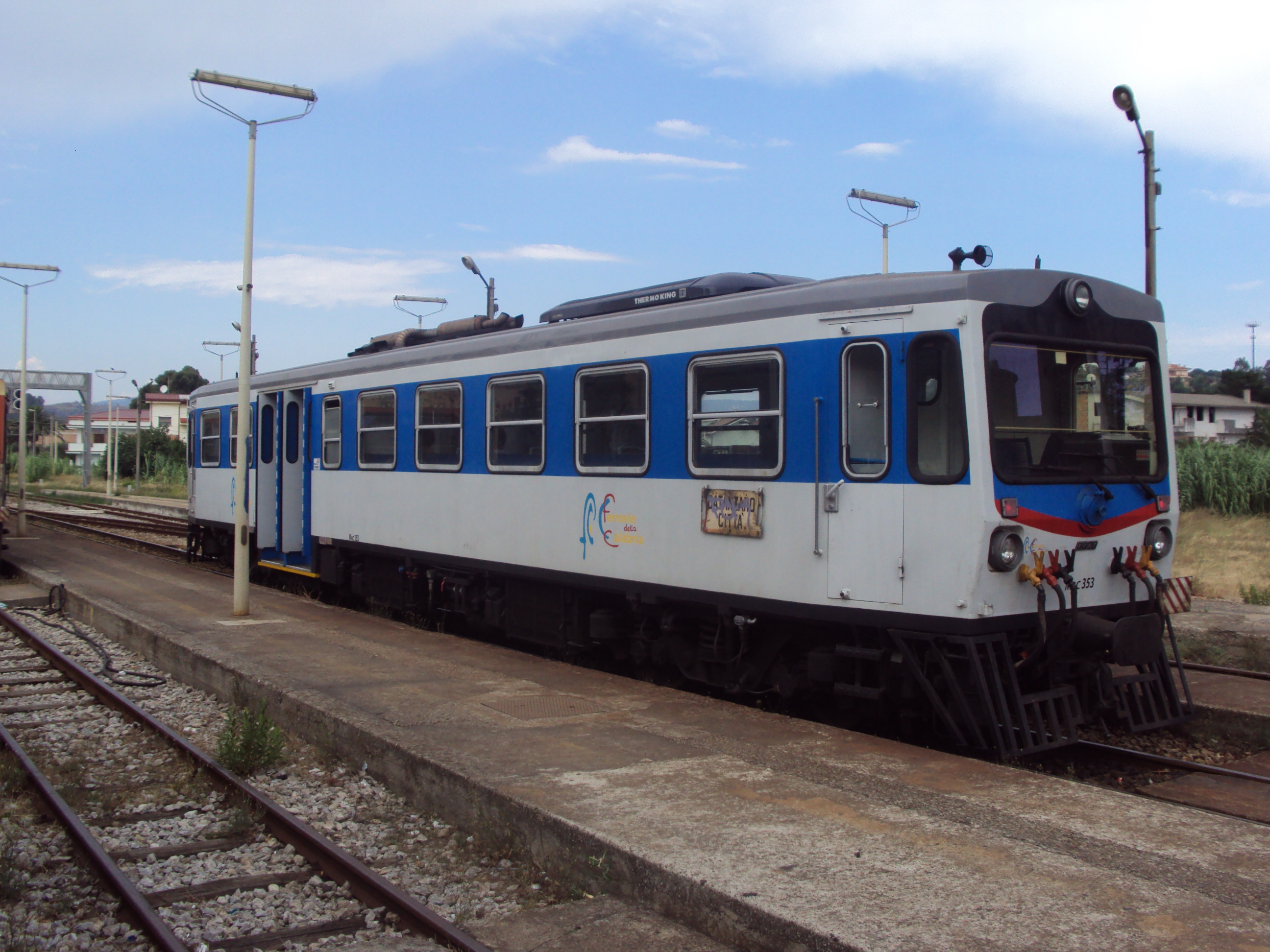
Automotrice M4 serie 350c a Catanzaro Lido

Questa serie, commissionata per quelle che sarebbero diventate Ferrovie della Calabria, assume la lettera "c" nella sigla M4, cambiando il nome in M4c a sottolineare la trazione a cremagliera per effettuare i servizi nel tratto Catanzaro Pratica - Catanzaro Sala, armata di cremagliera Strub necessaria per superare tratti che raggiungono la pendenza massima del 102 per mille.
La Fiat Ferroviaria adattò allo scopo il disegno della 300 FAL, modificando i carrelli e qualche aspetto del telaio. Queste automotrici svolgono tuttora il servizio urbano di Catanzaro, nel quale affiancano le nuove automotrici di fabbricazione Stadler, oltre a garantire efficacemente servizi sul resto della rete FC.
Le automotrici della serie 350c (tipo FIAT 72340) vennero costruite in un totale di 10 esemplari nel 1991 (2) e nel 1996 (8). La numerazione va da M4c351 a M4c 360.
Tutte le unità appartengono al deposito di Catanzaro. Le unità 352, 353 e 356 sono state ridipinte nei nuovi colori sociali bianco/azzurro. Nell'aprile 2013 l'unità 351 risultava in corso di ristrutturazione presso le officine TCC di Piano Lago. Il 25 aprile 2018 l'automotrice fu portata a Catanzaro e ricomincio a fare servizio ordinario.  Nel dicembre 2018, le uniche automotrici a svolgere servizio del gruppo erano le unità 351, 352 e 353, il resto erano accantonate a Catanzaro città. Le 3 automotrici in esercizio a Catanzaro però svolgono solo servizio in aderenza naturale

### Serie 400

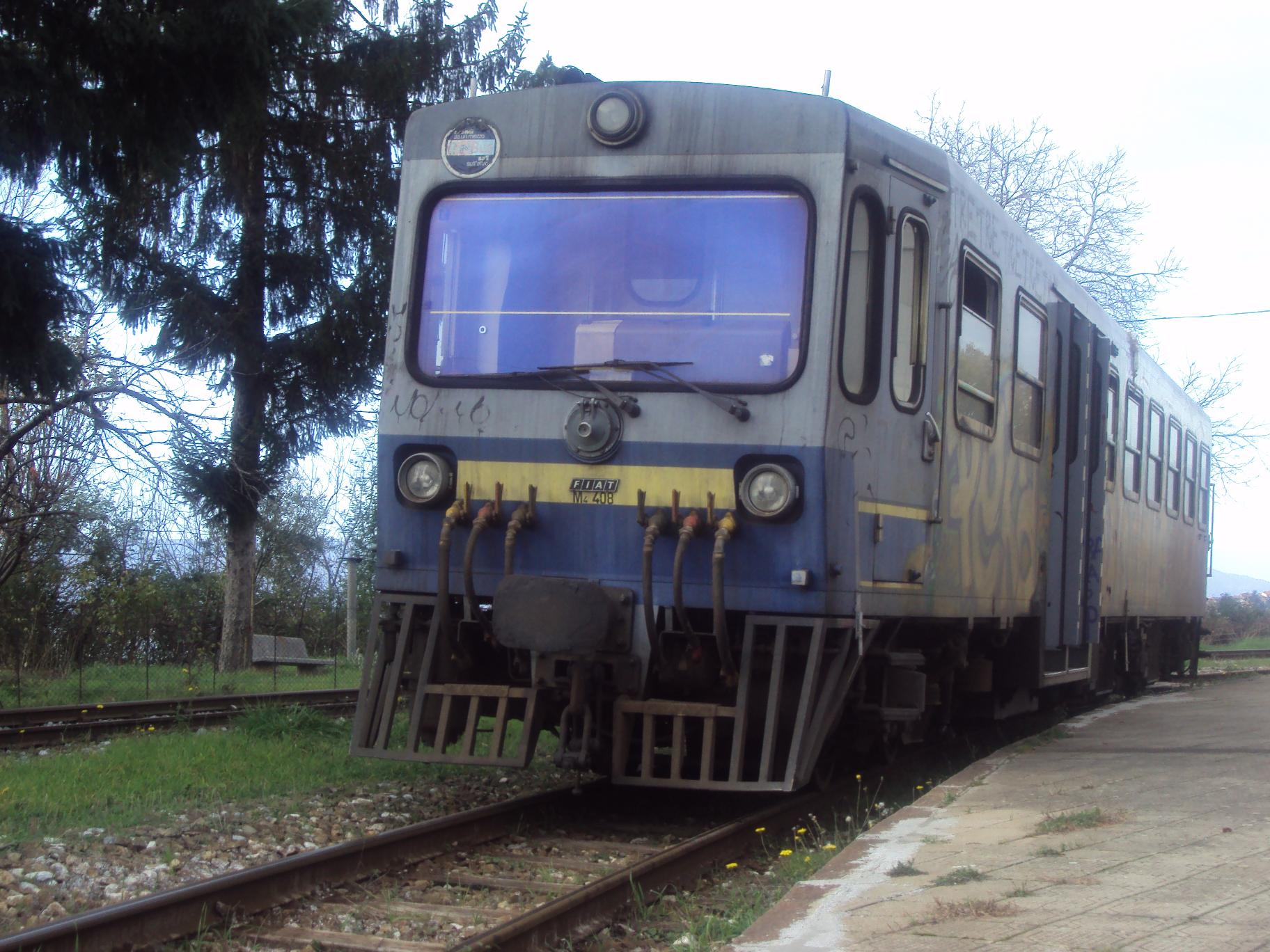
M4 serie 400 a Spezzano della Sila

Considerata l'affidabilità delle M4c.351 e 352, e la necessità generale di ammodernare un parco rotabili nel quale ancora si annoveravano le automotrici gruppo 120, accanto a un'altra fornitura di automotrici a cremagliera serie 350c le Ferrovie della Calabria ordinarono alla Fiat Ferroviaria anche una versione della M4c.350 ad aderenza naturale.
Tali automotrici trovarono immediato impiego sulle relazioni Catanzaro-Soveria Mannelli-Cosenza e Cosenza-Camigliatello. Queste automotrici sono inoltre provviste di un posto per disabili con sedile speciale e cintura di sicurezza.
A livello meccanico è stato ripreso, con la sola eccezione di una leggera differenza in eccesso del diametro ruote e ovviamente dell'assenza del dispositivo a cremagliera, il layout delle M4c.350. Tale scelta ha comportato l'unico neo di conservare la possibilità di viaggiare in comando multiplo con sole due unità, contrariamente a quanto le esigenze di servizio hanno dimostrato richiedere nel corso degli anni (non sono state per nulla rare composizioni triple o quadruple di queste automotrici, rendendo necessario l'impiego di due macchinisti).
La produzione della serie 400 (tipo FIAT 7299) è avvenuta nel 1996 per un totale di 8 unità, numerate M4 401-408 e assegnate al deposito di Cosenza. L'unità 406 ha ricevuto la nuova colorazione sociale e vi è stato applicato sperimentalmente un sistema di diffusione sonora a bordo. Nel 2016 è stata ristrutturata anche l'unità 407,  attiva del 5 gennaio 2018 sulla linea cosentina.  Dopo la divisione della linea Catanzaro Cosenza le automotrici furono smistate. La 401e 402 a Catanzaro, la 403 a Cosenza,  la 404 è stata demolita dopo un incidente,  la 405 a Catanzaro e le altre a cosenza. Tra il 2021 e il 2022 le unità catanzaresi M4 405 e M4 402 hanno subito una pesante revisione alla meccanica, con il montaggio degli stessi motori ma ricondizionati. Tuttavia la carrozzeria esterna rimane in pessime condizioni su tutte le automotrici, e anche quella interna sulla maggior parte delle vetture è malconcia

## La tecnica

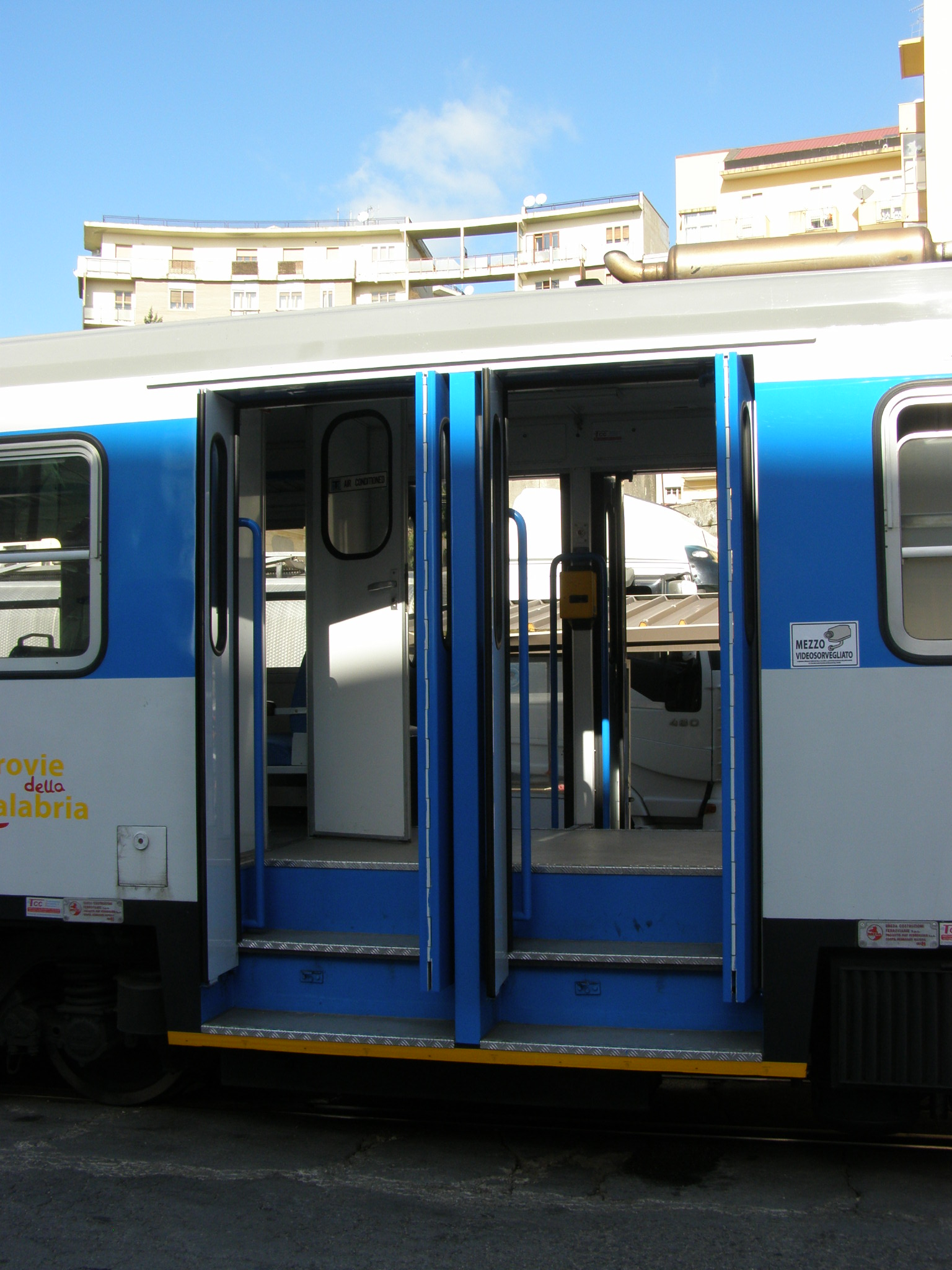
Vestibolo di automotrice M4c.353

Le M4 prendono per molti aspetti alcune caratteristiche delle ALn 663, sia in fatto estetico (forma spigolosa, quasi "quadrata", interni identici a quelli originari delle 663) che tecnico (evidente la somiglianza del banco di guida), e non è difficile trovare componenti marchiati FS a bordo di queste automotrici. È una scelta dovuta alla facilità nel trovare pezzi di ricambio (fatto che sta letteralmente soffocando il gruppo M2, per il quale si è reso necessario cambiare i motori proprio per aumentare, seppur di poco, la reperibilità dei ricambi).
L'automotrice, predisposta per lo scartamento ridotto 950mm, dispone di un rodiggio B-B che le consente di filare agevolmente nei punti più ardui del tracciato. L'energia è fornita da due motori Iveco a 6 cilindri, posizionati tra i perni delle ruote e collegati ognuno a un carrello, mentre nelle 350c, dotate di sistema per la trazione a cremagliera, la ruota dentata è posta in corrispondenza degli assi estremi 1 e 4. La trasmissione è meccanica con cambio a 5 marce e giunto idraulico, proprio come nelle automotrici FS. Gli organi di trazione e repulsione invece sono quelli caratteristici delle FC e dello scartamento ridotto in generale, cioè con un solo respingente per lato abbinato a un gancio con tenditore a vite.

### Rimorchiate e Prestazioni
Le M4 possono essere accoppiate per un numero massimo di 2 automotrici (M + M), perciò in caso di composizioni con un numero di automotrici superiore (ad esempio 3 o 4), è necessario un ulteriore macchinista per comandare la terza e la quarta motrice, unite alla prima accoppiata solo dal tenditore e dalle tubazioni dell'aria. Le M4 non dispongono di intercomunicante, cosa che non permette il passaggio da un'automotrice all'altra per i passeggeri e il personale viaggiante. Ogni motrice, se la pendenza della linea lo consente, può trainare massimo 2 rimorchi (R).
Queste sono le composizioni effettuabili dalle M4 senza rimorchio:
| Caratteristica                                       | Composizione      | N° Macchinisti |
| ---------------------------------------------------- | ----------------- | -------------- |
| Automotrice isolata                                  | M                 | 1              |
| Due automotrici accoppiate                           | M + M             | 1              |
| Tre automotrici, di cui due accoppiate e una singola | M + M + M         | 2              |
| Due coppie di automotrici accoppiate unite tra loro  | M + M + M + M     | 2              |
| Due coppie di automotrici accoppiate più una finale  | M + M + M + M + M | 3              |

In breve, un macchinista può comandare un numero massimo di 2 motrici, mentre non è rilevante il numero di rimorchi ad essa collegati. Questa è la massima composizione controllabile da un solo macchinista: M + R + R + R + R + M
Per le M4.350 FAL il discorso è leggermente diverso: da un singolo macchinista sono disponibili sotto controllo 4 unità di trazione complessive (2 binati accoppiati), ma ciò non equivale a 4 automotrici M4 "tradizionali": difatti, il numero di motori controllati è sempre pari a 4 dato che, come già indicato nella sezione dedicata alle 350 FAL, tali complessi possiedono la differenza di avere un solo motore per unità di trazione anziché i due classici presenti sulle altre serie.
Una M4 può raggiungere una velocità massima, in condizioni di ruote nuove, di 100 km/h, mentre nel tratto a cremagliera le 350c solitamente non superano i 22 km/h. La potenza dei motori è di 280 Cv, anche se in servizio sono limitati a 250 Cv a regime di 1850 giri/min, mentre il rapporto peso/potenza (con l'automotrice a massa utile normale, uguale a 35 t) è di 8,2 kw/tonn.

## Revamping delle M4.350c e 400

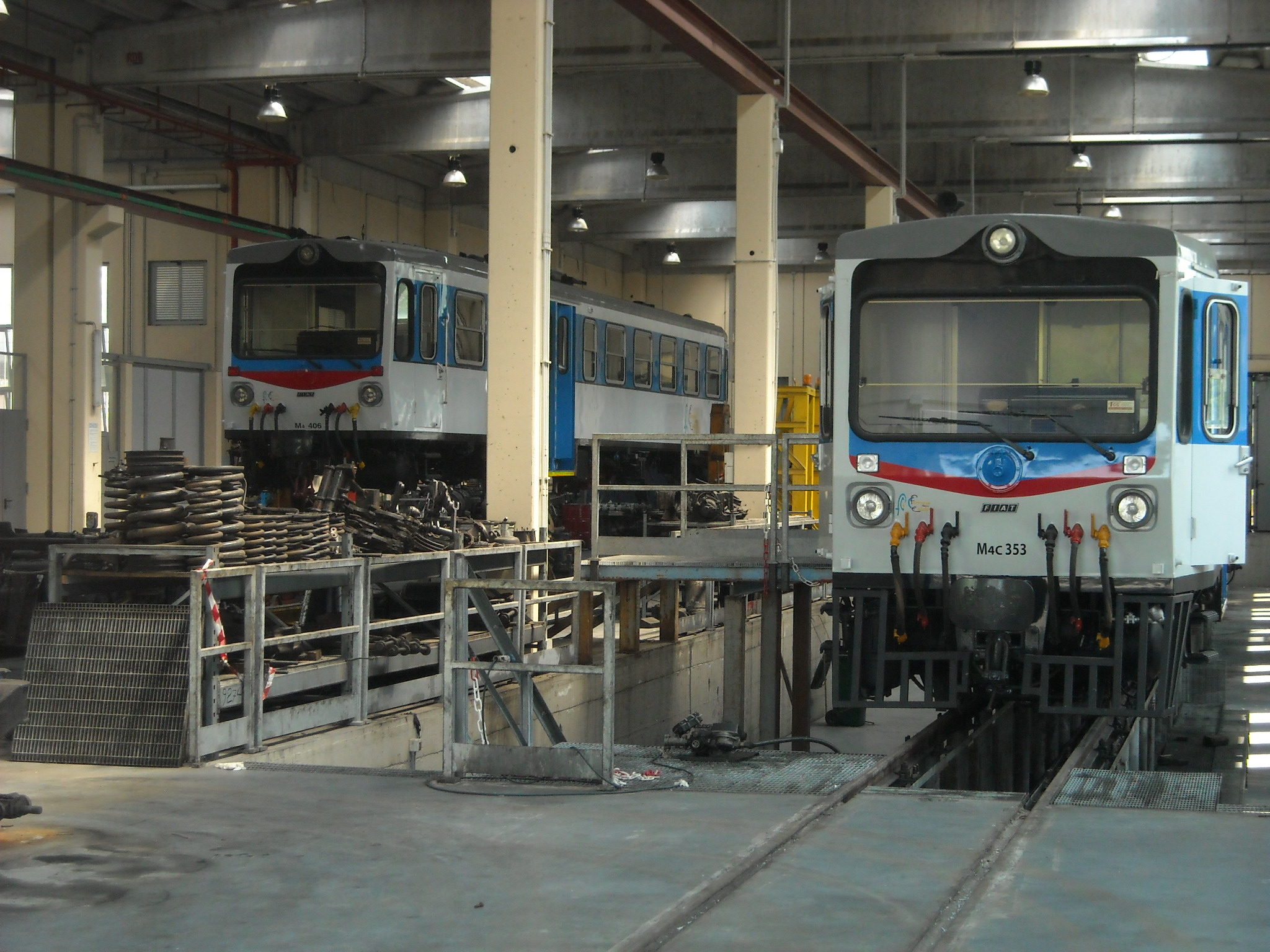
M4c.353 ed M4.406 appena revampizzate alle officine di Cosenza

Il rinnovamento del parco rotabili delle FC in seguito all'arrivo dei nuovi complessi Stadler, è supportato da un consistente revamping per le automotrici M4 del gruppo 350c e 400 ed anche per le M2.200. Le capostipiti di questo intervento di rinnovamento del materiale rotabile sono state la M4c.353 del deposito di Catanzaro e la M4.406 del deposito di Cosenza, rispettivamente con e senza cremagliera. Gli interventi della ditta TCC di Mangone(CS) sulle automotrici nell'impianto di Piano Lago sono stati molteplici: cambia totalmente la livrea, che passa a un bianco/azzurro con dettagli in nero e in rosso, e soprattutto protetta da una pellicola anti-graffito, applicata sia esternamente che internamente, la quale dovrebbe scongiurare il serio problema dei graffiti sui treni FC. Per quanto riguarda gli interni, modificato il tessuto dei sedili, che passa dalla similpelle verdastra a un finto tessuto azzurro, il cui colore è molto simile a quello presente nelle carrozze FS. Inseriti anche dei sensori di movimento in corrispondenza dei vestiboli e rinnovate le cappelliere; in cabina il banco di guida è stato totalmente dipinto di nero ed è stato asportato l'interruttore relativo all'accensione delle luci di coda, mentre lo scrittoio lato Capo Treno è stato completamente rivestito di moquette nera. Oltre a ciò, le differenze in quanto a cassa si riducono a delle minuterie, come ad esempio l'inserimento delle due luci rosse di coda sopra i fanali ordinari (che così eliminano la necessità di "invertire i segnali", cioè spostare gli schermi rossi da un capo all'altro del treno, una volta arrivati al capolinea). La livrea presenta anche una differenza di disegno tra le M4 serie 350c e 400: le prime portano una fascia rossa frontale antinfortunistica con bordo superiore leggermente concavo, che segue così il bordo inferiore, mentre nelle seconde il bordo superiore di tale fascia appare lineare; nelle M4.400 inoltre è presente una sottile striscia grigio scuro tra la parte superiore della cassa (di colore azzurro) e quella inferiore (bianca), assente invece sulle M4c.350. Il revamping è stato effettuato anche sulla M2.232 MV e sulla M4c.352 e verrà a breve esteso a tutte le altre automotrici. Contrariamente a quanto scritto in precedenza, solo le unità 406 407 351 352 353 risultano revampizzate al 2022,  e tra l'altro tutte in pessime condizioni e graffitate. L'unita 353 risulta accantonata

## Curiosità

### Incidenti
- Il 17 febbraio 2010, durante una manovra presso la stazione di Avigliano Città, una M4.300 delle Ferrovie Appulo Lucane è stata speronata da una M2.200, anch'essa in manovra, ribaltandosi su di un fianco. Nei due convogli operavano fortunatamente solo i macchinisti, senza passeggeri a bordo. Nessuna conseguenza particolarmente seria per il macchinista della M4, illeso quello della M2.[18]

### Utilizzo
- Le M4c, oltre al servizio passeggeri, nella tratta Catanzaro Lido - Catanzaro Città svolgono anche il servizio di trattori da manovra, data l'assenza di tali rotabili disposti di cremagliera (erano presenti degli spintori svizzeri fabbricati dalla S.L.M., accantonati a Catanzaro Città per circa 15 anni, fino al novembre 2009, ora in attesa di ristrutturazione nel deposito di Cosenza). Infatti non è raro trovare queste automotrici in testa a treni cantiere, con carri merci al seguito o addirittura espletare le funzioni di locomotori di manovra nelle stazioni e nei depositi. Durante i festeggiamenti per la Madonna di Porto, a Gimigliano, le Ferrovie della Calabria effettuano treni speciali composti da serie fino a ben quattro automotrici sia da Catanzaro Città che da Soveria Mannelli per la fermata di Madonna di Porto, pochi chilometri dopo il centro abitato di Gimigliano. Questi convogli vengono letteralmente presi d'assalto dalla gente del luogo, attratta dalle tante manifestazioni che contornano la festività. Da notare anche che la linea ferroviaria viene spesso percorsa a piedi dagli abitanti del vicino comune di Cicala per raggiungere la zona della festività stessa, dato che la distanza tra il centro e il santuario è inferiore ai 2 km.

### Rotabili derivati
- Le Ferrovie della Sardegna possiedono nel loro parco rotabili le automotrici ADe90, costruite dalla Breda ed esteticamente molto simili alle M4 di FAL ed FC, somiglianza che tuttavia si limita all'estetica, considerate le diverse dotazioni meccaniche rispetto alle M4 di fabbricazione Fiat, a partire dalla propulsione diesel-elettrica.Automotrice ADe.90 delle FDS, costruita sullo stesso schema delle M4

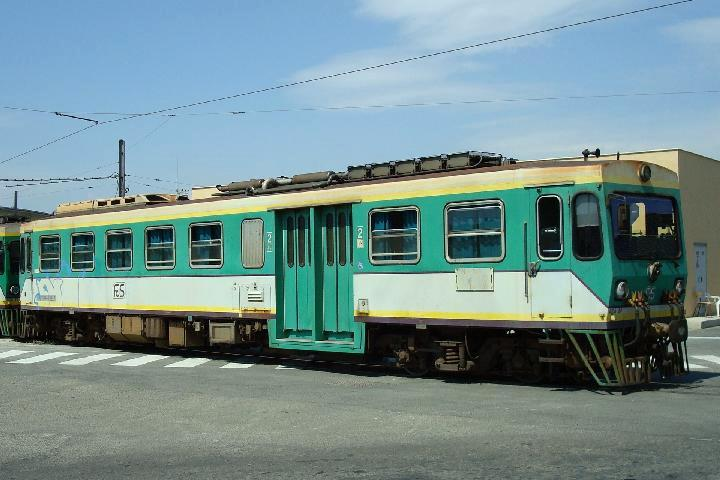
Automotrice ADe.90 delle FDS, costruita sullo stesso schema delle M4

- Anche le ADe 21-25 prodotte dalla ITIN per la Ferrovia Circumetnea, hanno una discendenza comune con le M4, come tradisce la disposizione degli interni e delle porte d'accesso: tali veicoli appartenevano infatti al medesimo progetto originario[19].Automotrice ADe.25 di FCE, strettamente derivata dalle M4

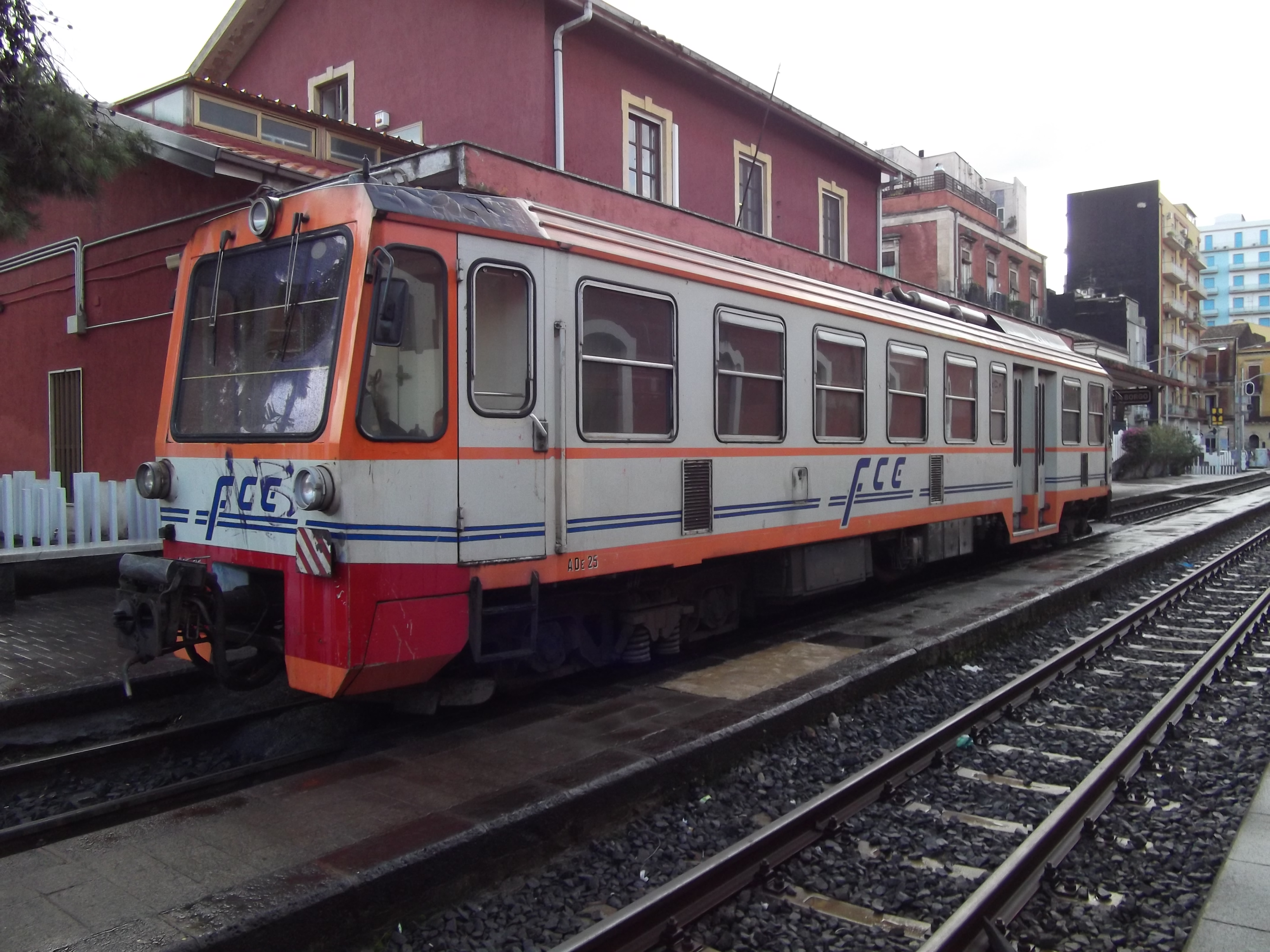
Automotrice ADe.25 di FCE, strettamente derivata dalle M4